# Воля-Гославська
Воля-Гославська (пол. Wola Gosławska) — село в Польщі, у гміні Беляви Ловицького повіту Лодзинського воєводства.
Населення — 119 осіб (2011).
У 1975-1998 роках село належало до Скерневицького воєводства.

## Демографія
Демографічна структура станом на 31 березня 2011 року:
|          | Загалом | Допрацездатний вік | Працездатний вік | Постпрацездатний вік |
| -------- | ------- | ------------------ | ---------------- | -------------------- |
| Чоловіки | 56      | 12                 | 33               | 11                   |
| Жінки    | 63      | 13                 | 35               | 15                   |
| Разом    | 119     | 25                 | 68               | 26                   |